# Jean Barth
Pour les articles homonymes, voir Barth.
 (mai 2021).
Si vous disposez d'ouvrages ou d'articles de référence ou si vous connaissez des sites web de qualité traitant du thème abordé ici, merci de compléter l'article en donnant les références utiles à sa vérifiabilité et en les liant à la section « Notes et références ».
Jean Barth est un militant politique suisse du canton de Genève n'ayant jamais participé à une élection mais s'étant distingué par son action politique, en particulier dans le lancement d'initiatives populaires et de référendum qui ont souvent abouti positivement. Il est physiothérapeute de profession.

## Parcours politique
En 1966, il crée le ROC: le Rassemblement des objecteurs de conscience. En 1974, il parvient à faire interdire la chasse dans le canton de Genève. En 2004, Jean Barth s'attaque via un référendum municipal en ville de Genève au crédit complémentaire voté pour le Stade de Genève. Le référendum est accepté. En 2008, son initiative, Fumée passive et santé est acceptée par le peuple à une très large majorité (79,2 %) ainsi que celle sur l'interdiction des chiens dangereux (69 % de votes positifs). En 2015, il lance une initiative « pour des Fêtes plus courtes et plus conviviales » afin de limiter les festivités du mois d'août à 7 jours et déplacer les forains loin de la rade. La population Genevoise la balaie (par près de 55 % de non) lors de la votation du 4 mars 2018. Elle accepte en lieu et place le contre-projet des autorités qui fixe la durée à 11 jours, soit une semaine et deux week-end, ce qui confirme le format actuel. 